# アメリカン・ピット・ブル・テリア
アメリカン・ピット・ブル・テリア（英語: American Pit Bull Terrier）は、アメリカ合衆国のブルドッグとテリアの血筋を引いた犬種。単にピットブルとしても知られており、1927年にこの名称が初めて使用された。もともとは極めて激しい闘犬（現在では違法）のためのよりすぐりとして創出された。個体による違いはあるが、戦闘態勢になるまでが速く、他の生物を殺傷する程の突出した攻撃性を持つため、飼育が難しい。口輪の着用が効果的な犬種である。
ユナイテッド・ケンネル・クラブ（UKC）とアメリカン・ドッグ・ブリーダーズ・アソシエーション（ADBA）に公認されている犬種であるが、アメリカン・ケンネル・クラブ（AKC）には公認されていない。中型の短毛犬で、しっかりした体格をしており、初期の祖先はイギリスからやってきた。イギリスのスタッフォードシャー・ブル・テリアと比較すると、アメリカン・ピット・ブル・テリアは体高が15～20cm、体重が1～16kgほど大きい。アメリカン・ピット・ブル・テリアの大きさは様々で、オスは通常、体高約45～53cm、体重約15～27kg、メスは通常、体高約43～50cm、体重約13～22kgである。
ADBAによれば、アメリカン・ピット・ブルは中型で、被毛は短く、筋肉は滑らかで、目は丸からアーモンド型で、耳の長さは小型から中型で、一般的には半立ち耳型かローズ型である。尾はやや太く、先が尖っている。被毛は光沢があり、滑らかで、短く、硬い手触りであることがADBAによって要求されている。ADBAとUKCの両方がマールのカラーリングを認めていないことを除けば、多くのカラー、カラーパターン、カラーの組み合わせがADBAでは認められている。この犬種の典型的なカラーパターンはソリッドとタキシードである。
ヨーロッパの12カ国、オーストラリア、カナダ、アメリカの一部、エクアドル、マレーシア、ニュージーランド、プエルトリコ、シンガポール、ベネズエラは、アメリカン・ピット・ブル・テリアを含むピット・ブル・タイプの犬について、全面的な禁止から所有の制限や条件まで、何らかの形で犬種を特定する法律を制定している。オーストラリアのいくつかの州では、不妊手術を義務付けるなど、この犬種に制限を設けている。ピット・ブル・テリアは、イギリス、カナダのオンタリオ州、アメリカの多くの場所で飼うことが禁止されている。

## 歴史

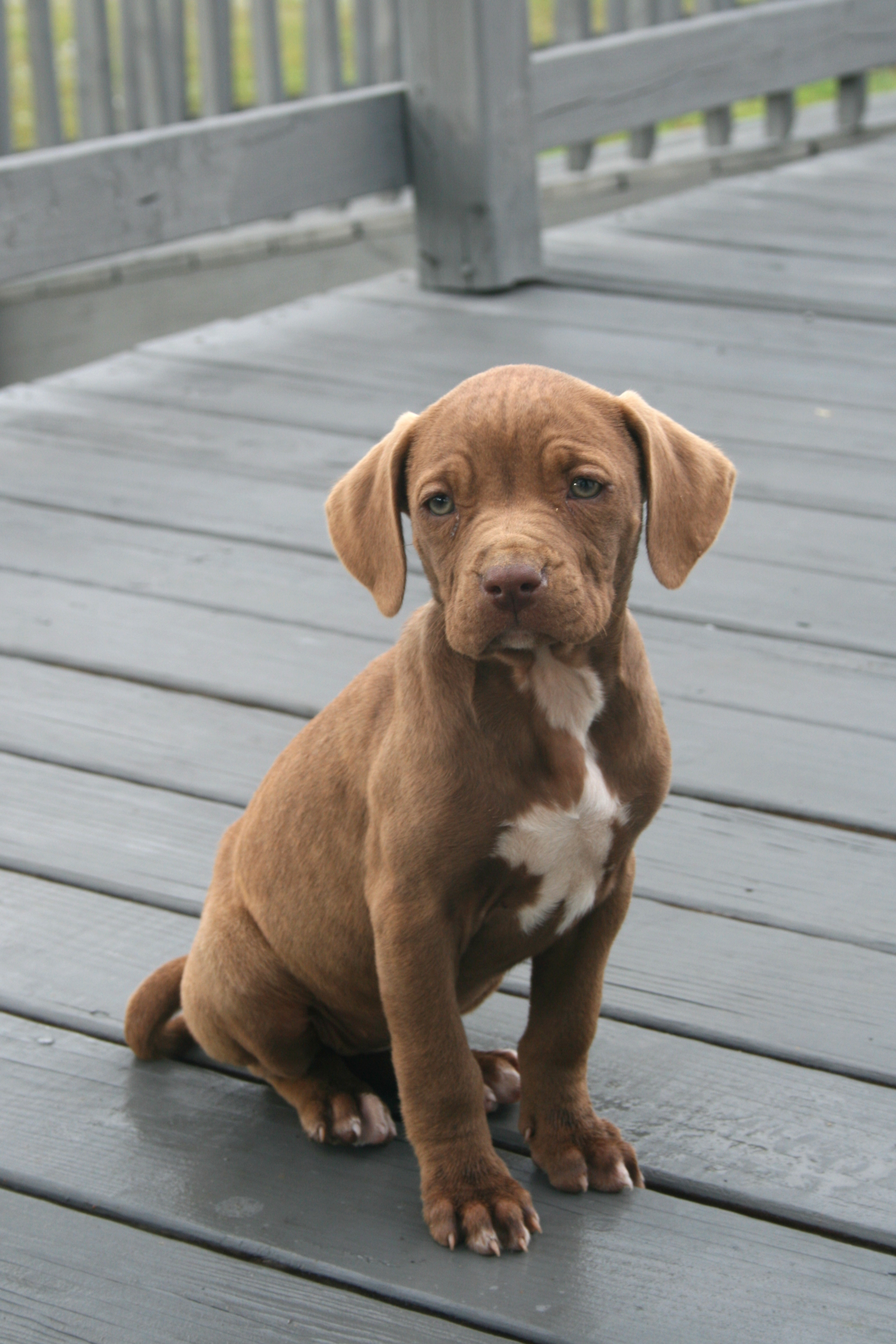
レッドノーズの子犬

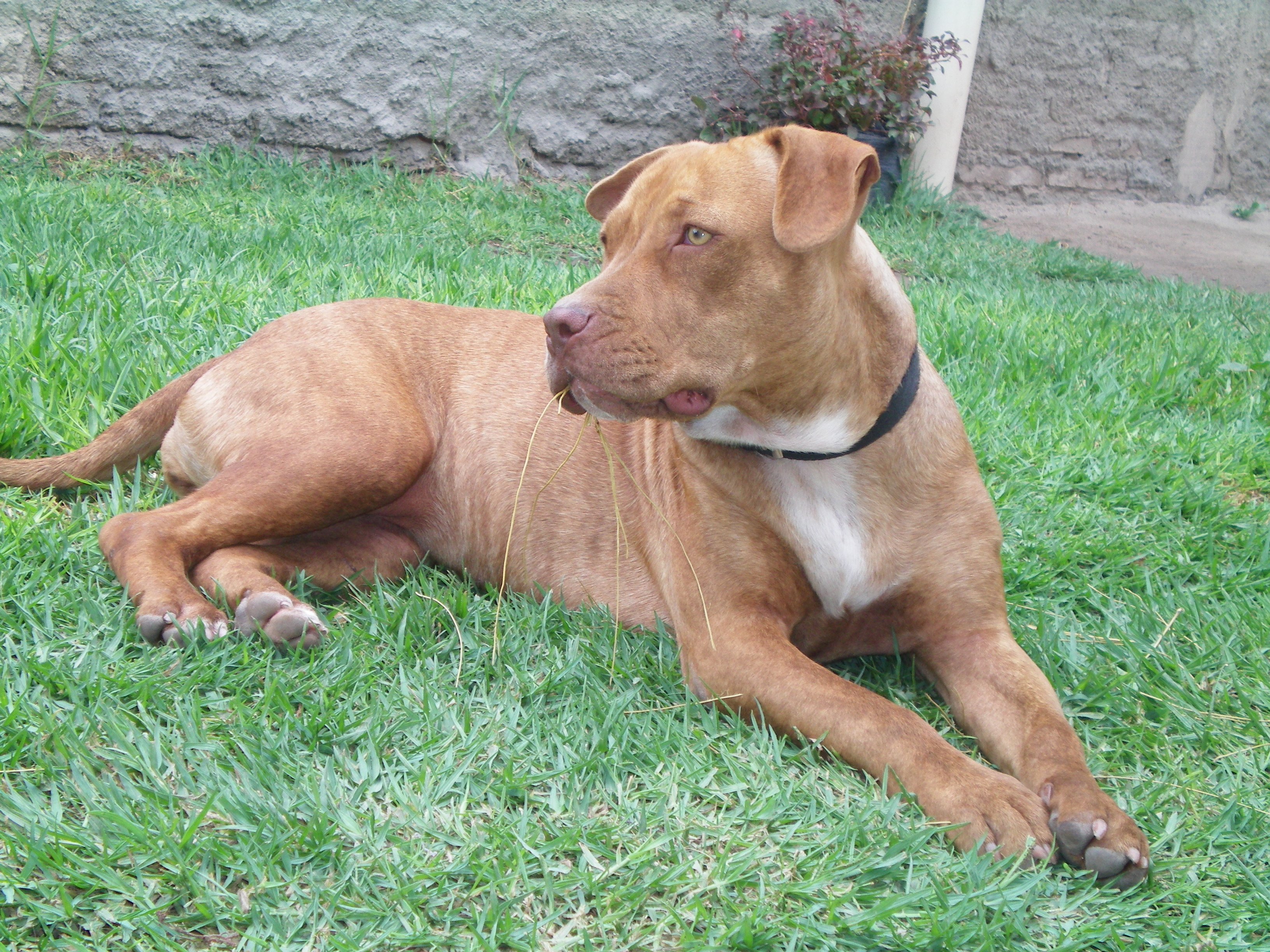
成犬

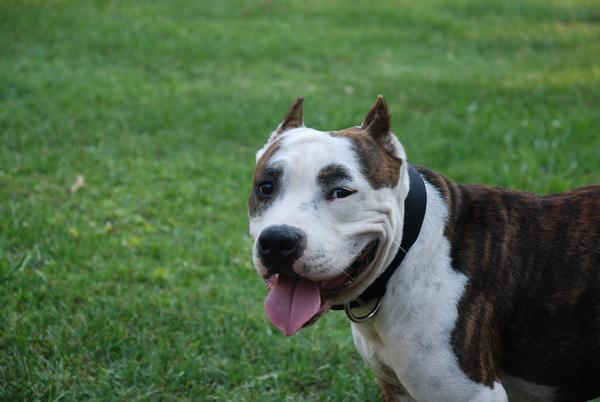
断耳された個体

アメリカン・ピット・ブル・テリアは、1870年代にイギリスからアメリカ合衆国に輸入された闘犬用のスタッフォードシャー・ブル・テリアから作出された犬種である。アメリカン・ブルドッグなどを厳選して交配し、四肢の長い犬となった。1898年、同年に創設されたユナイテッド・ケネルクラブにより、犬種として公認された。
アメリカ合衆国では1900年に闘犬が禁止されたが、非合法な賭博を伴う闘犬は20世紀を通じて盛んに行われ、1990年代でも年間約1500頭のピット・ブル・テリアが闘犬により死亡したという。その一方で、飼い主に対しては忠実であるところなどから家庭犬としての人気もある。なお、ほぼ同じ容姿を持つアメリカン・スタッフォードシャー・テリアは、性格をより温厚にした犬種とされ、1936年にアメリカン・ケネルクラブに公認されている。
ピット・ブル・テリアは1980年代にイギリスに多く輸入されたが、人間に重傷を負わせる事故が多発したため、1991年に輸入・所有を禁止する「危険犬法」（Dangerous Dogs Act）が成立した。イギリスではこの法を回避して本犬種を飼うために、「アイリッシュ・スタッフォードシャー・ブル・テリア」といった名前で取引されることもある 。

## 特徴
筋肉質で力が強く、身体能力は高い。一般的に、必要運動量は毎日2時間以上の運動1～2回。

### 凶暴性
アゴから首にかけてが太く発達していて、ほかの犬種よりもかみつく力が圧倒的に強い。トレーニングされていれば普段は忠実で人懐っこいが、いったんスイッチが入ってしまうと死ぬまで攻撃をし続けるとされる。そして、「何がスイッチとなるのか、どうしたら止められるのか」がわかっていない。さらに、どの個体が絶対やらないといえるかという保証はない。噛みつき防止には口輪の着用が有効である。
アメリカ合衆国やイギリスでは、闘犬として育てられた歴史のある犬種である。闘犬として育てられた場合、人や他の犬への攻撃性が危惧されるため、安全な管理下におくことが推奨されている。米国疾病対策センター (CDC) の調査によると、1979-1998年の20年間における犬を原因とする人間死亡事故238件のうち、犬種別で1位（66件）に位置した。また、2020年にはアメリカで犬を原因とする死亡事故が46件発生しており、飼育犬中の占有率が6.2%なのに対し、死亡事故原因の72%（33件）を占めた。
近年においても被害者が死亡或いは重大な後遺障害を残す事故が後を絶たない。実例としては2021年のアメリカだけでも「赤ん坊がかみ殺される（ノースカロライナ州）」「少女がかみ殺される（ノースカロライナ州）（ルイジアナ州）」「4歳男児の腕が噛まれ完全に切断される（オクラホマ州）」が挙げられる。2020年に唇を噛み千切られ移植手術後も大きな傷跡を残した人がその傷あとをVlogで公開した他、2022年にはニューヨーク州で70歳女性が顔と腕と足が切断され食べられていたという凄惨な事故も起こっている。
アメリカでは2021年8月1日～2022年7月31日の1年間に事故が400件以上もあり、その1割近くが死亡事故であった。

## 法的制限
豪州、エクアドル、マレーシア、ニュージーランド、プエルトリコ、シンガポール、ベネズエラ、デンマーク、フランス、ドイツ、ノルウェー、ポーランド、ルーマニア、ポルトガル、スペインでは、犬種指定による法的規制が存在し、輸入と所有が禁止や制限されている。豪州のニューサウスウェールズ州では強制的避妊を含む厳しい規制がある。
米国でも市・郡によっては所有が禁止されている。カナダのオンタリオ州でも所有禁止。英国では所有禁止5犬種のうちの一つ。
2012年7月11日、北アイルランドのベルファスト市議会は、禁止規定に違反して飼育されていた7歳のピットブルの殺処分を行ったが、強い非難を浴びた。これには各国の愛犬家に加えて有名人や政治家など20万人が助命嘆願に署名していた。

## 日本国内での飼育・事故例
日本国内の飼育は禁止されていないが、茨城県の「茨城県動物の愛護及び管理に関する条例」および施行規則で特定犬に指定され、飼育にあたっては特定犬と書かれた標識を入り口に表示することと檻の中での飼育が定められている。咬傷事故はこれまで数件確認されており、飼い主には責任を持った飼育としつけが求められている。
- 1995年4月に、沖縄県石川市（現・うるま市）にてピットブル2頭が、公園で遊んでいた女児2人を襲い、1人が死亡、1人が大怪我をする事件が起きている。 公園遊歩道で遊んでいたA子（当時6歳）の左大腿部を、放し飼いされていた生後8ヶ月の雄のピットブルが噛みついた。A子を助けようと、駆け寄ってきたB子（当時5歳）に対し、茶色の雄（生後約1年4か月）が、同女の頭部に噛みついた上、同所から南西約40メートルの地点の雑木林内に引きずり込み、同雑木林内において、2頭は同女の全身を交互に噛みつき、身挫裂創等の傷害出血性ショックにより、死亡させている。 飼い主にはその後、重過失致死により禁固1年の刑が下っている[要出典]。

- 2020年5月15日、千葉県銚子市で闘犬として敷地内で放し飼いをされていたピットブルが逃げ出し、200ｍ離れた民家に侵入、住人の67歳の女性とトイ・プードルに噛みついた。女性は全治40日の重傷を負い10日ほど入院し、トイ・プードルは数日後に死亡。千葉県警銚子署は7月6日に、県動物愛護条例違反や過失傷害などの疑いで無職53歳の男性である飼い主を書類送検した。ブリーダーから譲り受けた際に狂犬病の予防接種を受けさせておらず、狂犬病予防法違反容疑でも書類送検している。咬まれた女性に狂犬病の症状は無く、犬はブリーダーに返された[30][31][32]。

- 2025年5月30日、沖縄県金武町金武で、首輪をつけた体長約1mの茶色いオスのピットブルが、民家の庭に侵入し、小型犬を噛み殺す事件が発生。小型犬の飼い主が警察に通報し、警察署員がピットブルを確保した。前月にも沖縄市で土佐犬による小型犬を噛み殺す同様の事件が発生しており、沖縄署や市が注意を呼びかけていた[33][34]。